# Гибб, Эллен
Эллен «Долли» Гибб (англ. Ellen Gibb, в девичестве Бокс (англ. Box); 26 апреля 1905 — 5 июня 2019) — канадская супердолгожительница. Являлась старейшим живущим жителем Канады с 11 января 2016.

## Биография
Эллен Сьюзан Бокс родилась 26 апреля 1905 года в Виннипеге, Манитоба. Её родителями были Джон Бокс и Вирджиния Биюветт. Её отец был охотником за золотом во времена золотой лихорадки, а её мать умерла спустя 5 лет после рождения Эллен. После смерти матери Эллен, вместе с младшими братьями и сёстрами, воспитывали отец и старшая сестра Нора. С подросткового возраста она стала пользоваться псевдонимом Долли.
Эллен вышла замуж за Дэйва Гибба в 1928 году. У них было две дочери: Элеонора (1928—1991) и Сью (род. 1939). Дэйв работал на железной дороге в Виннипеге и в 1941 году они переехали в район Тандер-Бей. Долли овдовела в 1968 году.
В 2005 Эллен переехала к своей дочери Сью и зятю Дэйву в Норт-Бей.
11 января 2016 года, после смерти Лилиан Корнелл, Эллен Гибб стала старейшим живущим жителем Канады.